# Canoagem nos Jogos Pan-Americanos de 2019 - K-4 500 m masculino
A competição do k-4 500 metros masculino foi um dos eventos da canoagem nos Jogos Pan-Americanos de 2019. Foi disputada no Parque Natural Albúfera de Medio Mundo, em Huacho, no Peru no dia 28 de julho.

## Calendário
Horário local (UTC-5).
| Data        | Horário | Fase  |
| ----------- | ------- | ----- |
| 28 de julho | 9:00    | Final |

## Medalhistas
|  | ARG Argentina                                                    |  | CUB Cuba                                                |  | MEX México                                                    |
|  | Manuel Lascano Juan Caceres Ezequiel Di Giacomo Gonzalo Carreras |  | Reinier Carrera Renier Mora Robert Benítez Fidel Vargas |  | Javier Lopez Juan Rodríguez Mauricio Figueroa Osbaldo Fuentes |

## Resultado final
A prova foi realizada dia 28 de julho às 9:00. 
| Pos.              | Canoísta                                                         | País               | Tempo    |
| ----------------- | ---------------------------------------------------------------- | ------------------ | -------- |
| Medalha de ouro   | Manuel Lascano Juan Caceres Ezequiel Di Giacomo Gonzalo Carreras | ARG Argentina      | 1:22.106 |
| Medalha de prata  | Reinier Carrera Renier Mora Robert Benítez Fidel Vargas          | CUB Cuba           | 1:23.039 |
| Medalha de bronze | Javier Lopez Juan Rodríguez Mauricio Figueroa Osbaldo Fuentes    | MEX México         | 1:23.106 |
| 4                 | Jarret Kenke Eric Ellery Dominik Crête Marshall Hughes           | CAN Canadá         | 1:23.871 |
| 5                 | Stanton Collins Nathaniel Errez Carl Crockett Owen Farleyklacik  | USA Estados Unidos | 1:25.011 |
| 6                 | Patrick Faustino Edson Silva Vagner Souta Pedro Costa            | BRA Brasil         | 1:25.436 |
| 7                 | Sebastian Delgado Matias Otero Julian Cabrera Jose Lopez         | URU Uruguai        | 1:25.901 |